# Сан-Себастіано-аль-Везувіо
Сан-Себастіано-аль-Везувіо (італ. San Sebastiano al Vesuvio) — муніципалітет в Італії, у регіоні Кампанія,  метрополійне місто Неаполь.
Сан-Себастіано-аль-Везувіо розташований на відстані близько 200 км на південний схід від Рима, 10 км на схід від Неаполя.
Населення — 9257 осіб (2014).

## Демографія
Населення за роками:

Станом на 1 січня 2023 року в муніципалітеті офіційно проживало 150 іноземців з 28 країн, серед них 40 громадян країн Євросоюзу та 34 громадяни України.

## Сусідні муніципалітети
- Черкола
- Ерколано
- Масса-ді-Сомма
- Неаполь
- Сан-Джорджо-а-Кремано